# Deutscher Schulverein
Deutscher Schulverein (česky Německý školský spolek) byl německý obranný spolek na podporu německého národního školství v Předlitavsku. Založili ho v roce 1880 vídeňští nacionálně zaměření intelektuálové a politici. Jeho paralelou v českém prostředí byl spolek Ústřední matice školská. V oblastech svého působení zakládal Deutscher Schulverein (DSV) místní skupiny (Ortsgruppen). Těžištěm zájmu tohoto Schutzvereinu se stalo německé školství na území Čech, Moravy a Slezska, kde spolek sdružoval 50 % z celkového počtu členů. Dalšími oblastmi zájmu pak byly jazykové hranice a ostrovy Dolního Kraňska, Dolního Štýrska, Jižního Tyrolska, Bukoviny a Haliče.
Po vzniku Československa převzal 346 místních skupin bývalého Německého školního spolku nově založený Deutscher Kulturverband (česky Německý kulturní svaz) se sídlem v Praze. Obranné práce byly rozšířeny na nová čsl. území na Slovensku (Bratislava, Spiš a střední Slovensko – Hauerland) a Podkarpatské Rusi. V Berlíně založený Allgemeiner Deutscher Schulverein (ADSV)/ Všeobecný německý školský spolek byl po roce 1938 společně se spolkem „Deutscher Schulverein”, školským spolkem „Verein Ostmark” a sudetskými župami Německého kulturního svazu podřízen Volksdeutsche Mittelstelle (VoMi). V protektorátě fungoval Deutscher Kulturverband (od roku 1939 pod názvem Kulturveband der Deutschen) zcela v intencích NSDAP a v podstatě ukončil svoji činnost. V roce 1952 v Rakousku založený Österreichische Landsmannschaft (ÖLM) je pokračovatelem Německého školského spolku (Deutscher Schulverein), který sleduje jeho původní zájmy a cíle.

## Historie
Nacionální „obranná“ práce ve spolcích sjednocovala stoupence německé nacionální politické scény. Počátek jejich činnosti lze spatřit v založení liberálního Schulvereinu, v kterém se brzy zformovala silná antisemitská a antiliberální frakce. Pod vlivem liberálních nacionalistů (1880–1894) vznikla základní síť spolků Schulvereinu a první svazy Němců. V letech 1894–1904 nastal v politické i spolkové rovině rozkol v důsledku sporu mezi původními německo-liberálními politiky a jejich nacionálně vyhraněnějšími mladšími spolustraníky, kteří zakládali antisemitsky orientované odbočky (např. Bund der Deutschen in Böhmen, Bund der Germanen, Nordmark, Schulverein für Deutsche, Südmark aj.). Před první světovou válkou se „obranná“ činnost ve spolcích konsolidovala a organizační spolková struktura se rozrostla o svazy v menších oblastech (např. Bund der Deutschen der Iglauer Sprachinsel). V roce 1908 došlo v Praze k založení zastřešujícího orgánu „Hauptstelle für deutsche Schutzarbeit”.
„Také na české straně vznikly organizace, které měly zabraňovat asimilaci české menšiny v německém prostředí, podporovat jejich školství, kulturní a hospodářský život. Byla to zejména Ústřední matice školská (1880). Nešlo zde jen o financování školství, ale tyto menšinové ochranářské jednoty vedly také právní a politický zápas o založení škol a menšinových kulturních zařízení. Obdobnou německou organizací působící na území celé monarchie je Deutscher Schulverein (1880). Obě strany přitom používaly vojenské terminologie: pozice byly ztraceny nebo dobývány, český nebo německý živel postupoval či ustupoval, národnostní hranice byly prolamovány, terén byl ztrácen či znovu dobýván... Každé sčítání lidu pak bylo bojem, který měl přinést změny na národnostní mapě. Ke změně pozic pak bylo využíváno různých forem nátlaku, především se využívalo těch skupin obyvatel, které byly na tom sociálně velmi špatně.”
Rok 1848 konec bohemismu v Čechách

### Německá nacionální „obrana“ v habsburské monarchii

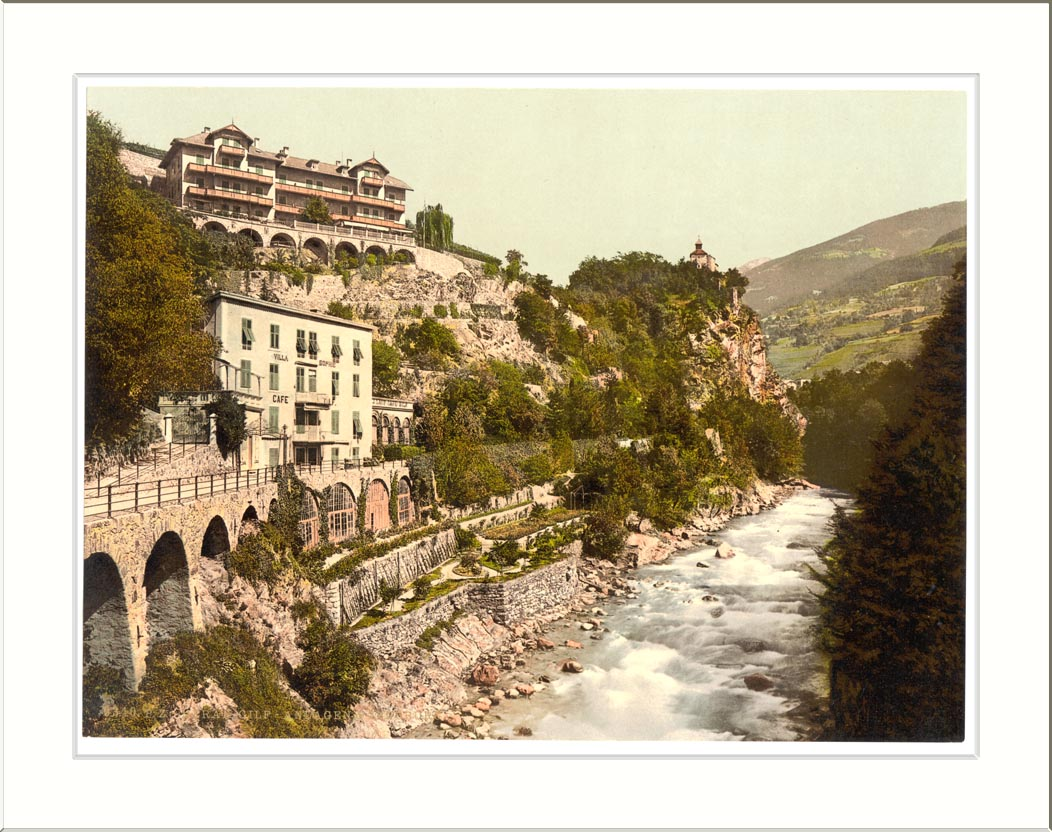
Rakousko-Uhersko, Merano - území na italsko-rakouské hranici v Jižním Tyrolsku

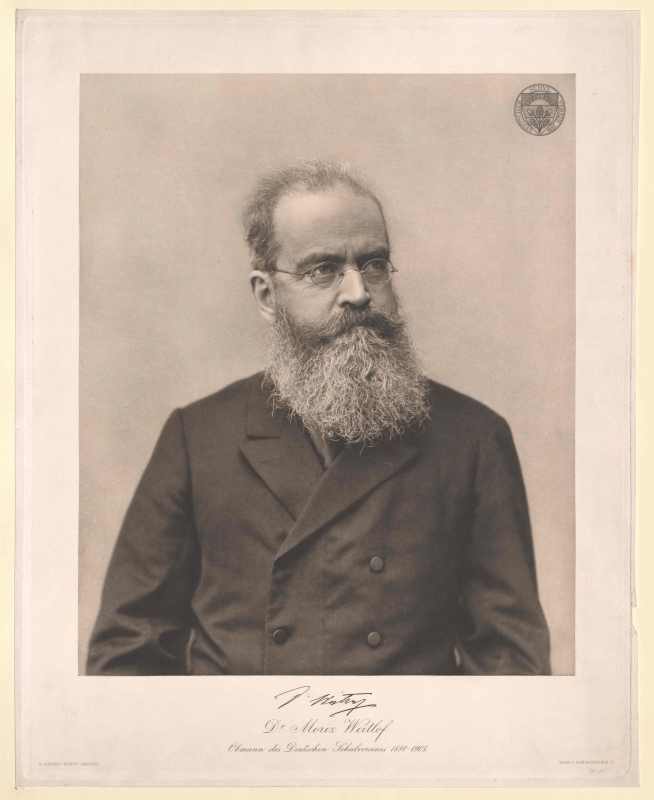
Moritz Weitlof, první předseda spolku Deutscher Schulverein

Sociální struktura českých a německých jazykových oblastí se formovala v období industrializace (s průvodními sociální procesy migrace, urbanizace a vznikem nových sociálních skupin s novými elitami) rozdílně. Německé převážně horské a méně úrodné příhraniční oblasti získaly náskok (rozvoj textilnictví a sklářství). Českojazyčné území bylo v modernizačním procesu opožděno o jednu až dvě generace. Ve druhé polovině 19. století žila v rozvinutých průmyslových oblastech a městech jen část německého obyvatelstva. Rozvoj českého podnikání na konci 19. století představoval pro Čechy „hospodářské národní obrození“.
Z českých zemědělských oblastí odcházela přebytečná pracovní síla (dělníci, řemeslníci, horníci a drobní živnostníci) na volná místa v pohraničí. Sociálně slabší čeští přistěhovalci nepředstavovali v této době pro německé obyvatelstvo v pohraničí v podstatě žádné nebezpečí a dotvářeli společenskou strukturu. České i německé nacionální hnutí se rozvíjelo téměř současně. Český nacionalismus nakonec vyústil v austroslavismus. Německý nacionální program se stal výsledkem nacionální rozdrobenosti a není s podivem, že se etabloval do snahy po vytvoření jednotného Německa. Tím započalo období, kdy se národnostní vztahy mezi Němci a Čechy začaly komplikovat.

### Spolková základna a instituce
Německá mocenská skupina postupnou demokratizací a všestranným vzmachem ostatních národů slábla a k omezení vytrácejícího se postavení měly sloužit „obranné boje“ (Abwehrkampf). V habsburské monarchii se odehrával německý národnostní program ve dvou liniích. Obě linie společně požadovaly spojení s Bismarckovým Německem. První nepolitické „völkisch hnutí“ si kladlo za cíl nacionální výchovně vzdělávací, sociálně charitativní a kulturní práci v „obranných“ spolcích a druhá linie představovala politické německo-nacionální hnutí.
Kolébkou německé nacionální „obranné“ činnosti se stala ve druhé polovině 19. století v Jižním Tyrolsku obec Proveis v údolí Nonstal nedaleko Merana. Na podkladě těchto aktivit na italské hranici vznikl v roce 1880 ve Vídni Deutscher Schulverein. Rakouský císař František Josef I. považoval Deutscher Schulverein v jazykově smíšených oblastech za iniciátora národnostních třenic a dokonce v roce 1883 navrhoval DSV zakázat. Jako odnož politického spolku německých liberálů byl ve Vídni založen Deutscher Verein (jehož členy se mohli stát i Němci židovského původu) a v čele s Georgem von Schönererem antisemitský školský spolek Schulverein für Deutsche. Pod parolou zastavení slovanského pronikání do německých oblastí vznikaly hospodářské nacionální obranné Svazy Němců.

## Deutscher Schulverein / Německý školský spolek
Německý kněz a školní dozorce v obci Nonsberg Ambrosius Steinegger a německý pomocný kněz z obce Laurein Franz Xaver Mitterer (1824–1899) položili základy k udržení hospodářsky zaostalé oblasti a k povznesení němectví v kulturně ohrožené oblasti italské správy Tyrol u Tridentu. Jejich zásluhou došlo k rekonstrukci gotického kostela, zavedli kázaní v němčině, snažili se o výstavbu německého školství a zřízení raiffeisenky. Mitterer inspiroval 13. června 1880 část vídeňských intelektuálů a politiků na schůzi v Grand Hotelu k založení nepolitického nacionálního spolku Deutscher Schulverein na obranu německého školství v národnostně smíšených územích s působností pro celé Předlitavsko. Cílem spolku měla být podpora ohrožených německých škol a výstavby nových veřejných škol na „jazykové hranici“.

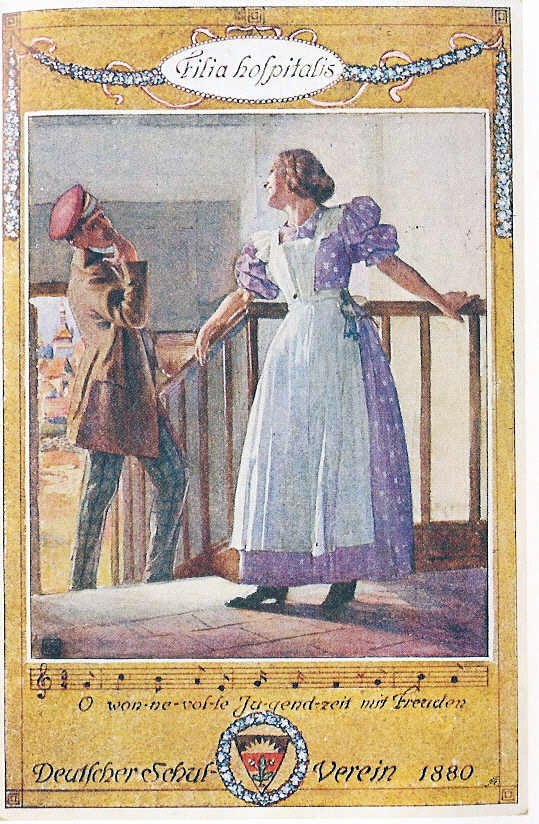
Pohlednice Schulvereinu s ukázkou studentské německé písně

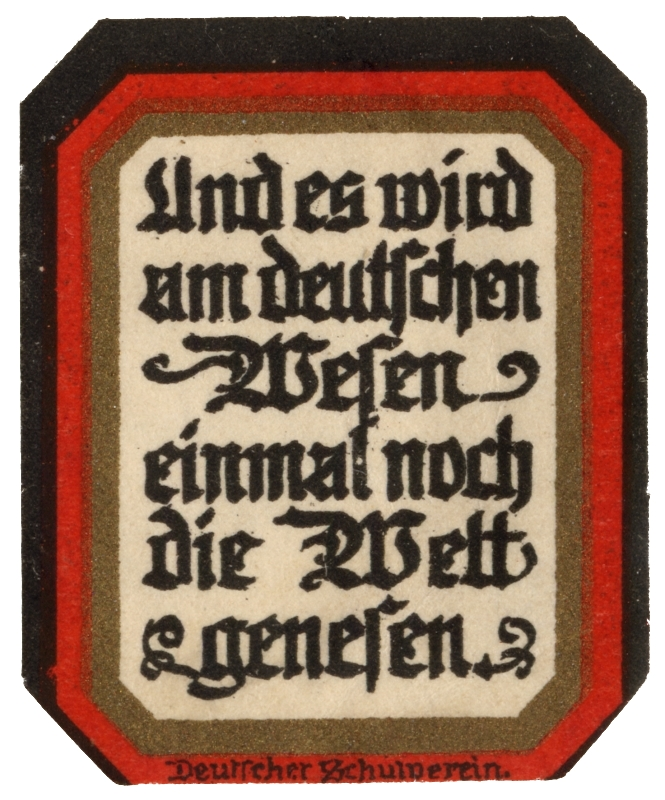
Propagační vojenská známka (Wehrschatzmarke) Německého školského spolku z období první světové války („Und es wird am deutschen Wesen einmal noch die Welt genesen“)

Mezi významné zakladatele DSV patřili rakouští sociální demokrati Engelbert Pernerstorfer a Dr. Victor Adler. Prvním předsedou Německého školského spolku se stal advokát a politik Moritz Weitlof, jenž tuto funkci zastával až do své smrti roku 1905. Pak ho na předsednickém postu na několik měsíců vystřídal pedagog a politik Victor Kraus (1845–1905), který patřil mezi šest původních zakladatelů Schulvereinu a který byl dlouhé roky jeho místopředsedou (do jeho referátu spadala velká část Čech). Po Krausově smrti se ještě koncem roku 1905 novým předsedou DSV stal národohospodář a politik Gustav Gross (1856–1935), který zasedal ve vedení organizace již od 80. let 19. století. Na postu předsedy setrval až do zániku monarchie.
Spolek disponoval značným vlivem a byl propojen s německorakouskými politickými elitami, pro které udržení německého jazyka a etnika bylo důležitým tématem. Například sudetoněmecký politik a člen vedení Německé pokrokové strany Emil Pfersche předsedal pražské pobočce a v tyrolském Bolzanu zakládal místní pobočku DSV pozdější významný politik a starosta města Julius Perathoner. Schulverein finančně podporovaly i mnohé známé politické, průmyslové a vědecké osobnosti či umělci jako třeba Peter Rosegger, Johannes Brahms, Dr. Karl Lueger, Bertha von Suttnerová, Johann Strauß nebo Felix Dahn.
Koncem roku 1880 čítala členská základna 22 000 členů (v roce 1886 108 000 členů, před první světovou válkou cca 220 000 členů). I když DSV působil na německo-českém, německo-slovinském a německo-italském národnostním pomezí, těžištěm se nakonec stalo území českých zemí, kde vznikla celá řada odboček. V roce 1902 disponoval Deutscher Schulverein v Předlitavsku 810 místními skupinami a s cca 80 000 členy. Před první světovou válkou Eckartschriften uvádí v českých zemích na 1 000 odboček (38,5 % z celkového stavu) s cca 90 000–100 000 členy (45,5 %).
Příjmy spolku v roce 1902 činily 427 519 korun a výdaje 324 653 korun. DSV provozoval 15 obecných škol s 28 třídami a 33 mateřských škol. Kromě toho finančně podporoval 51 škol, 64 mateřských škol a další vzdělávací aktivity jako jazykové kurzy, knihovny apod. Čisté jmění Schulvereinu činilo tehdy 1 096 500 korun.
V letech 1914-1916 si spolek mohl dovolit díky velkorysé finanční podpoře moravského průmyslníka Roberta Primavesiho postavit ve vídeňském 8. okrese Josefstadt sídlo Německého školského spolku spolkový dům (Schulvereinshaus). V letech 1903-1920 vydával časopis Der getreue Eckart-Monatsschrift für die Gesamtinteressen deutscher Schutzarbeit. Od roku 1923 vycházel jako rodinný časopis a to až do roku 1943. Z reklamních, ale také finančních důvodů, vydával spolek vedle uzavíracích známek na dopisy také vlastenecké pohlednice s patriotickými motivy.

### Spolupráce s Allgemeiner Deutscher Schulverein / Všeobecným německým školským spolkem
Činnost Schulvereinu brzy přerostla hranice Předlitavska. Berlínská místní pobočka DSV sjednotila 15. srpna 1881 přibližně padesát odboček říšských německých školských spolků pod názvem „Allgemeiner Deutscher Schulverein“ (ADSV). Allgemeiner Deutscher Schulverein s rakouským DSV úzce spolupracoval a prostřednictvím sítě důvěrníků finančně podporoval německé národní hnutí ve smíšených oblastech Rakouska. Do roku 1918 se ale konaly sjezdy obou organizací odděleně.
V roce 1889 byl v Štýrském Hradci založen Verein Südmark. Počátkem 20. století se zaměření Všeobecného německého školského spolku (ADSV) rozšířilo i na podporu německého nacionálního života v německých koloniálních osadách. Proto byl v roce 1908 název spolku upraven na Verein für das Deutschtum im Ausland, Schulverein e. V. (VDA). Již čtyři roky po svém ustanovení na konci roku 1885 sdružoval Allgemeiner Deutscher Schulverein na území Německé říše celkem 12 000 členů ve 140 místních skupinách (1902 – 33 594 členů v 282 místních skupinách, 1923 – 13 zemských svazů a 600 místních skupin s 360 000 členy).

## Nástupnické organizace
Po rozpadu Rakouska-Uherska a vyhlášení československého státu se většina německých spolků pod novým státním zřízením musela distancovat od svých rakouských a německých centrál a následně svá sídla zřídit v Československu. Ludwig Krieg inicioval založení nového spolku 2. listopadu 1919 a na 29. valné hromadě DSV 25. května 1920 v Praze předseda spolku dr. Gross konstatoval, že v důsledku zhroucení monarchie byly spolku uštědřeny těžké rány a že trvání německých škol a zahrádek (mateřských škol) je hlavní náplní spolku. Dále konstatoval, že za tímto účelem bude v Československu založen nový spolek Deutscher Kulturverband. Návrh na změnu názvu a stanov účastníci valné hromady jednohlasně přijali.

### Deutscher Kulturverband / Německý kulturní svaz

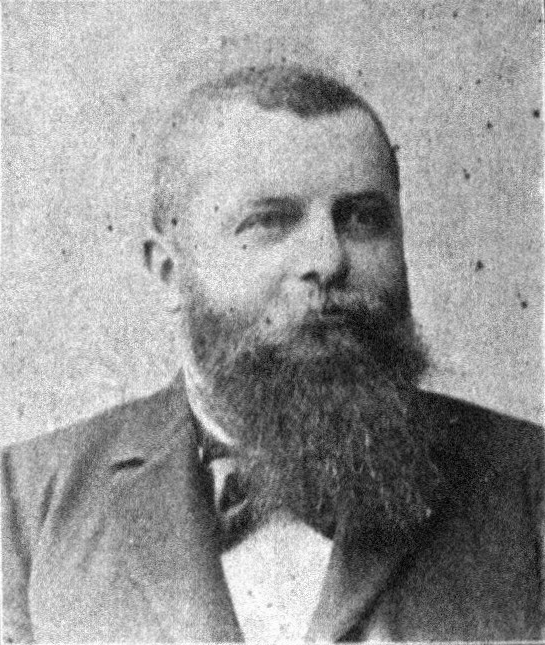
Gustav Gross (12. června 1856 v Liberci - 23. února 1935 ve Vídni) od roku 1905 předseda spolku Deutscher Schulverein, pak i Deutscher Kulturverband, v roce 1935 ho vystřídal August Gessner.

Deutscher Kulturverband převzal po svém předchůdci Německém školním spolku (Deutscher Schulverein) 346 místních skupin a během dvou let vzrostla jeho členská základna téměř čtyřnásobně. V roce 1921 disponoval při stavu téměř 200 tisíc členů vlastními devatenácti základními a osmdesáti pěti mateřskými školami. Obranné práce byly rozšířeny na nová čs. území na Slovensku a Podkarpatské Rusi. Stěžejním cílem nadále zůstávala oblast německého školství v pohraničí a v jazykových ostrovech.
Deutscher Kulturverband se stal jedním z nejmasovějších spolků v Československu (2 700 místních skupin s 500 000 členy). Vzhledem k svému kvalitnímu finančnímu zabezpečení si mohl dovolit vydávat v letech 1921–1939 jednou ročně kalendář „Kalender des Deutschen Kulturverbandes”, spolkovové župní ročenky „Jahresbericht des Deutschen Kulturverbandes” a „Mitteilungen des Deutschen Kulturverbandes”. V roce 1937 opustilo i poměrně liberální vedení Německého kulturního spolku svůj směr a podřídilo se programu Sudetoněmecké strany.
Osobnosti Deutscher Kulturverbandu:
- Reinhard Pozorny (16. února 1908 Brno – 25. června 1993 Mnichov) – putovní učitel (Wanderlehrer) Německého kulturního svazu v jihlavském jazykovém ostrově, výkonný ředitel v Praze a Opavě.[32]
- Gottfried Rothacker (pseudonym, vlastním jménem Bruno Nowak; 25. června 1901 Opava – 22. března 1940 Berlín) – putovní učitel (Wanderlehrer) Německého kulturního svazu na Opavsku.[33]
- Erhard Preißig (9. září 1889 – 1945 Praha) – předseda Německého kulturního svazu[34]
- Franz Karmasin (2. září 1901 Olomouc – 25. června 1970 Steinebach am Wörthsee) – od roku 1926 činný v Německém kulturním svazu na Slovensku, zakladatel Karpatoněmecké strany, zástupce Konrada Henleina na Slovensku.[35]

### Volksbund für das Deutschtum im Ausland / Národní svaz pro němectví v zahraničí

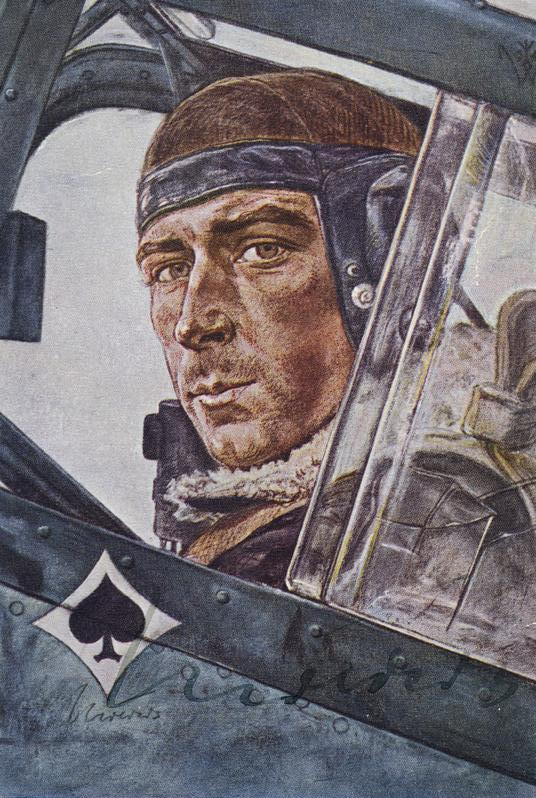
Pohlednice vydaná v roce 1941 německým svazem Volksbund für das Deutschtum im Ausland v Berlíně: Werner Mölders, Luftwaffe.

V roce 1921 se stal vídeňský spolek Deutscher Schulverein jedním ze zemských svazů (Landesverband Österreich) Spolku pro němectví v zahraničí (Verein für das Deutschtum im Ausland). Verein für das Deutschtum im Ausland (VDA) se stále více sbližoval s činností Všeněmeckého svazu a nakonec skupiny Spolku pro němectví v zahraničí do něj jako centrální zastřešující organizace vstoupily.
V roce 1925 došlo ke sloučení rakouského zemského svazu VDA (Deutscher Schulverein) se spolkem „Südmark“ do organizace Deutscher Schulverein Südmark (DSS), který byl hlavním motorem pro připojení Rakouska k Třetí říši. Do čela Deutscher Schulverein Südmark usedl roku 1925 předválečný předseda Deutscher Schulverein Gustav Gross a tuto funkci zastával až do roku 1932, kdy rezignoval kvůli vysokému věku. V roce 1933 se stal Hans Steinacher předsedou nově přejmenovaného německého svazu „Volksbund für das Deutschtum im Ausland”. Do stanov VDA zavedl rasový princip a v létě 1934 prohlásil pozdrav "Heil Hitler" za oficiální pozdrav VDA.

### Volksdeutsche Mittelstelle / Centrála pro zabezpečení etnických Němců
Volksdeutsche Mittelstelle (VoMi) byl jeden z hlavních úřadů SS, který se staral o tzv. „Volksdeutschen“ žijící mimo Třetí říši. Od února 1937 stál v čele úřadu SS-Obergruppenführer Werner Lorenz. Po anšlusu Rakouska k Třetí říši došlo v roce 1939 k začlenění spolku „Deutscher Schulverein Südmark“ pod Volksbund für das Deutschtum im Ausland (Gleichschaltung), který spadal pod Volksdeutsche Mittelstelle. Majetek spolku připadl organizacím Nationalsozialistische Volkswohlfahrt Berlin, Bund Deutscher Osten (BDO), Deutscher Kulturveband Prag a Volksbund für das Deutschtum im Ausland.

### Österreichische Landsmannschaft / Rakouský krajanský spolek
Österreichische Landsmannschaft (ÖLM) byl založen v roce 1952 jako nástupnická organizace Německého školského spolku (Deutscher Schulverein), která sleduje jeho původní zájmy a cíle. V začátcích se věnoval především začlenění a integraci vysídleného německého obyvatelstva ze Sudet, Slovenska, Maďarska, Rumunska a Jugoslávie na území Rakouska.